# AVENUE
AVENUE（アベニュー）はJVCケンウッド（KENWOODブランド）が製造、販売しているカーナビゲーションの商品名である。

## 概要
ケンウッドは1990年代よりカーナビゲーションを販売していたが、日本ビクターとの経営統合に伴い、2009年の新製品発売時に商品名も新たに「AVENUE」とした。さらに2011年モデルからは「彩速ナビゲーション」という名称が加えられ、現在では「彩速ナビ」が商品名として広く知られている。
「AVENUE」シリーズ以前のHDDカーナビゲーションシステムは「HDD[Sma:t]Navi」シリーズとして販売されていた。

## 製品一覧
2010年モデル
- MDV-313（2009年12月下旬発売、生産終了）

2011年モデル
- MDV-626DT（2011年2月上旬発売、生産終了）
- MDV-727DT（2011年2月上旬発売、生産終了）
- MDV-323（2011年6月下旬発売、生産終了）
- MDV-525（2011年6月下旬発売、生産終了）

2012年モデル
- MDV-535DT（2012年2月上旬発売、生産終了）
- MDV-737DT（2012年2月上旬発売、生産終了）
- MDV-333（2012年5月上旬発売、生産終了）
- MDV-434DT（2012年5月上旬発売、生産終了）

2013年モデル
- MDV-Z700（2013年2月上旬発売、生産終了）
- MDV-X500（2013年2月上旬発売、生産終了）
- MDV-R700（2013年2月上旬発売、生産終了）
- MDV-L500（2013年4月中旬発売）
- MDV-L300（2013年4月中旬発売）
- MDV-Z700W（2013年5月上旬発売、生産終了）
- MDV-737HUD（2013年5月中旬発売）

2014年モデル
- MDV-X701（2013年12月中旬発売）
- MDV-X701W（2014年1月中旬発売）
- MDV-Z701（2014年1月中旬発売）
- MDV-Z701W（2014年1月中旬発売）